# 田中温子
田中 温子（たなか あつこ、1992年1月25日 - ）は、日本、カナダの女子スキージャンプ選手である。カナダのカルガリー出身。
両親はともに日本人。10歳のときからスキーを始める。カナダでは大学進学後の競技に対する支援が少なかったため、日本の北翔大学へと進学した。しかし、日本においても大学進学後の競技に対する支援が少なかったこともあり、北翔大学短期大学部卒業をもってカナダに戻ることを2012年4月28日に所属するライズJCのブログで明らかにした。

## 主な競技成績

### 冬季オリンピック
- 2014年ソチ大会（ ロシア）
  - 個人HS106 - 12位

### ノルディックスキー世界選手権
- 2013年ヴァル・ディ・フィエンメ大会（ イタリア）
  - 個人HS106 - 15位

### FISスキージャンプ・ワールドカップ
- ワールドカップ
  - 初出場: 2011年12月3日  ノルウェー・リレハンメル大会 - 26位
  - 最高順位: 2014年1月12日  日本・札幌 - 4位

#### 総合成績
| 個人総合成績 | 個人総合成績 | 個人総合成績 | 個人総合成績 | 個人総合成績 | 個人総合成績 |
| シーズン     | 総合         | 優勝         | 準優勝       | 3位          | 備考         |
| ------------ | ------------ | ------------ | ------------ | ------------ | ------------ |
| 2011/12      | 34位         | 0回          | 0回          | 0回          |              |
| 2012/13      | 19位         | 0回          | 0回          | 0回          |              |
| 2013/14      | 29位         | 0回          | 0回          | 0回          |              |
| 2015/16      | 51位         | 0回          | 0回          | 0回          |              |
| 合計         | ----         | 0回          | 0回          | 0回          |              |

### その他の国際大会
- ノルディックスキージュニア世界選手権
  - 2006年 スロベニア・クラーニ大会 - 個人HS109 2位
  - 2008年 ポーランド・ザコパネ大会 - 個人HS94 11位
  - 2009年 スロバキア・シュトルブスケ・プレソ大会 - 個人HS100 DNS
  - 2010年 ドイツ・ヒンターツァルテン大会 - 個人HS106 20位
  - 2011年 エストニア・オテパー大会 - 個人HS100 19位
  - 2012年 トルコ・エルズルム大会 - 個人HS109 15位
- スキージャンプ・コンチネンタルカップ
  - 2005年:パークシティ大会優勝
  - 2008年:バイヤースブロン大会優勝

### 国内大会
- 2011年
  - 全日本スキー選手権大会ノルディックスキー・スペシャルジャンプ:女子の部優勝